# Сентервілл (Іллінойс)
Сентервілл (англ. Centreville) — місто (англ. city) в США, в окрузі Сент-Клер штату Іллінойс. Населення — 4232 особи (2020).

## Географія
Сентервілл розташований за координатами 38°34′9″ пн. ш. 90°7′20″ зх. д. / 38.56917° пн. ш. 90.12222° зх. д. (38.569235, -90.122284).  За даними Бюро перепису населення США в 2010 році місто мало площу 11,11 км², з яких 10,97 км² — суходіл та 0,15 км² — водойми.

## Демографія
Згідно з переписом 2010 року, у місті мешкало 5309 осіб у 2015 домогосподарствах у складі 1320 родин. Густота населення становила 478 осіб/км².  Було 2336 помешкань (210/км²).
Расовий склад населення:
| - 96,6 % — чорних або афроамериканців - 1,8 % — білих - 0,3 % — корінних американців - 0,2 % — азіатів |

До двох чи більше рас належало 1,0 %. Частка іспаномовних становила 0,5 % від усіх жителів.
За віковим діапазоном населення розподілялося таким чином: 29,8 % — особи молодші 18 років, 56,3 % — особи у віці 18—64 років, 13,9 % — особи у віці 65 років та старші. Медіана віку мешканця становила 33,6 року. На 100 осіб жіночої статі у місті припадало 83,1 чоловіків;  на 100 жінок у віці від 18 років та старших — 75,5 чоловіків також старших 18 років.
Середній дохід на одне домашнє господарство  становив 27 721 долар США (медіана — 16 553), а середній дохід на одну сім'ю — 33 683 долари (медіана — 18 646). Медіана доходів становила 36 193 долари для чоловіків та 31 250 доларів для жінок. За межею бідності перебувало 47,8 % осіб, у тому числі 78,4 % дітей у віці до 18 років та 22,9 % осіб у віці 65 років та старших.
Цивільне працевлаштоване населення становило 1327 осіб. Основні галузі зайнятості: освіта, охорона здоров'я та соціальна допомога — 28,3 %, мистецтво, розваги та відпочинок — 19,2 %, роздрібна торгівля — 12,6 %, виробництво — 9,3 %.